# Mandjelia qantas
Mandjelia qantas là một loài nhện trong họ Barychelidae. Loài này phân bố ờ Nouvelle-Calédonie.